# Pellegrino Artusi
Pellegrino Artusi (ur. 4 sierpnia 1820 w Forlimpopoli, zm. 30 marca 1911 we Florencji) – włoski kupiec i pisarz, autor książek kucharskich. 

## Życiorys
Był synem kupca artykułów kolonialnych Agostino Artusiego i Teresy Giunchi. Uczył się w szkole w Bertinoro, by w roku 1835 wyjechać do Bolonii, gdzie żył w środowisku studentów miejscowego uniwersytetu. W 1850 powrócił do Forlimpopoli, gdzie pomagał ojcu w prowadzeniu interesów w branży spożywczej. Stabilne życie rodziny Artusi uległo dramatycznemu załamaniu w styczniu 1851, kiedy na miasto napadła grupa przestępców pod wodzą Stefano Pelloniego, zwanego Il Passatore. Banda Pelloniego uprowadziła zamożnych mieszkańców miasta i przetrzymywała ich jako zakładników w miejscowym teatrze, domagając się wysokich opłat za uwolnienie. Wśród uwięzionych kobiet była siostra Artusiego, Gertrude, która została zgwałcona przez bandytów i w konsekwencji postradała zmysły.
W 1852 rodzina Artusi przeniosła się do Florencji. Pellegrino Artusi zajmował się finansami, ale coraz więcej czasu poświęcał literaturze i sztuce kulinarnej. Zakupił dom na Placu D'Azeglio we Florencji, w którym mieszkał do końca życia. W 1855, w czasie pobytu w Livorno odwiedził karczmę niejakiego Domenici. Całą noc cierpiał z powodu bólu żołądka, co uznał za konsekwencję zjedzenia zupy minestrone. Dopiero po powrocie do Florencji dowiedział się, że w Livorno panuje epidemia cholery, a on sam zaraził się tą chorobą i ból żołądka stanowił tego konsekwencję. Pobyt w Livorno zainspirował Artusiego do opracowania nowego przepisu na minestrone.
W latach 70. XIX w. stał się zamożnym człowiekiem i mógł poświęcić się studiom antropologicznym i literackim. W tym czasie opublikował dwie książki poświęcone poetom włoskim: Ugo Foscolo i Giuseppe Giustiiemu. Z czasem jego zainteresowania skoncentrowały się wokół fizjologii żywienia. W opracowaniu przepisów kulinarnych pomagał mu mieszkający w jego domu kucharz Francesco Ruffilli. Artusi zmarł w 1911 i został pochowany na cmentarzu Porte Sante, położonym przy kościele San Minatio al Monte.

## Twórczość
Najbardziej znanym dziełem Artusiego pozostaje książka kucharska pt. La scienza in cucina e l'arte di mangiare bene (Nauka gotowania i sztuka dobrego życia), wydana w 1891 i stanowiąca klasyczne dzieło kuchni włoskiej. Książka zawiera 790 przepisów. Artusi wydał ją na własny koszt gdyż żaden z wydawców nie chciał sfinansować publikacji. Autor wykorzystał w swojej pracy zdobycze nauki, odwołując się do prac włoskiego fizjologa Paolo Mantegazzy. Książka stanowiła kolekcję przepisów z różnych części Włoch, stanowiąc próbę kodyfikacji kuchni włoskiej, dwadzieścia lat po zjednoczeniu państwa włoskiego. Dzieło już za życia Artusiego zostało sprzedane w 200 tysiącach egzemplarzy, doczekało się tłumaczenia na dziewięć języków, w tym na język polski (Włoska sztuka dobrego gotowania, tłum. Tessa Capponi-Borawska, Małgorzata Jankowska Buttitta).
W 1904 Artusi wydał praktyczny poradnik dla amatorów gotowania pt. Ecco il tuo libro di cucina (Oto twoja książka kucharska), zawierający ponad 3000 przepisów i 150 tablic poglądowych.

## Pamięć

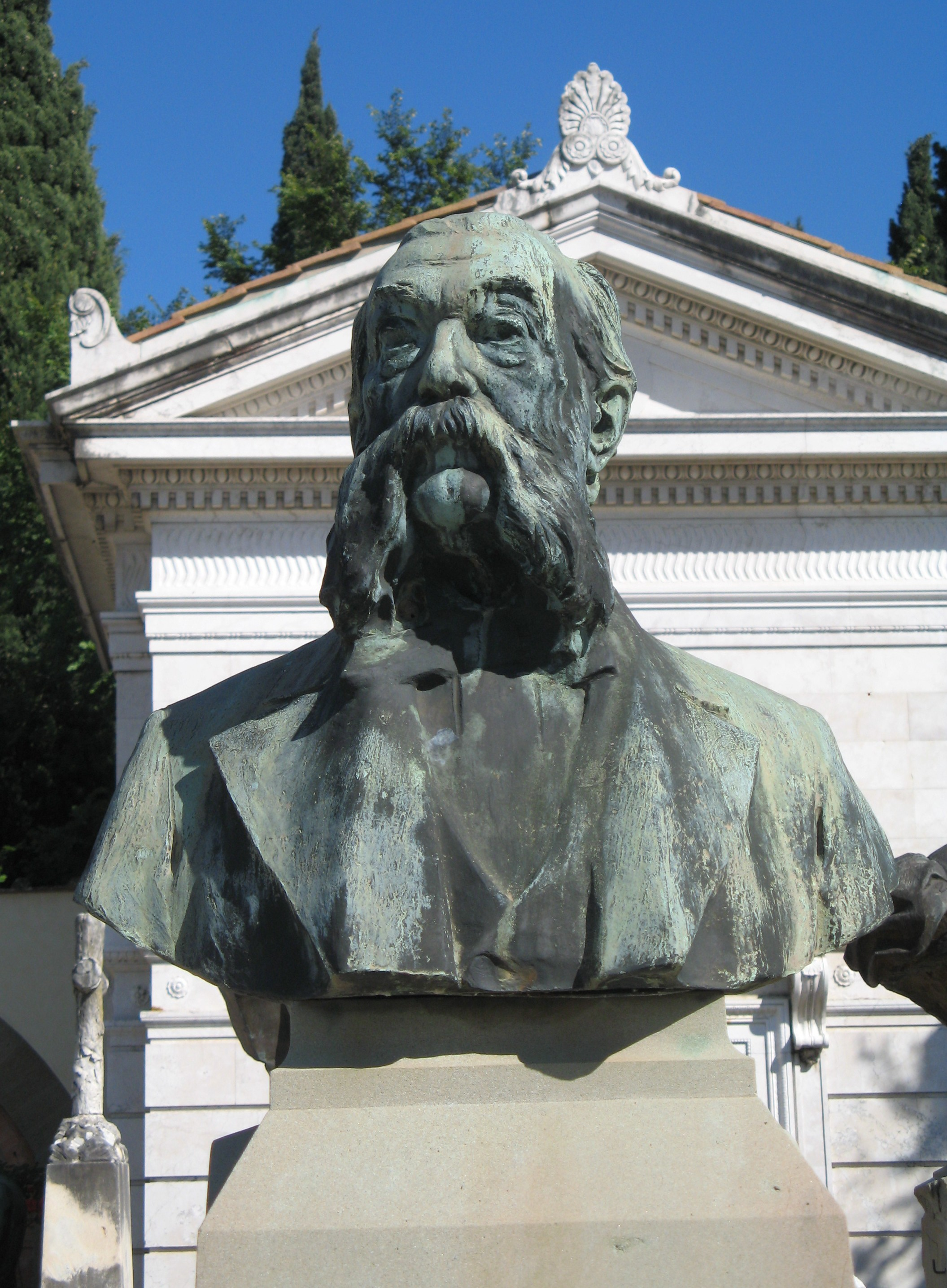
Popiersie Artusiego na cmentarzu we Florencji

W mieście Forlimpopoli znajduje się popiersie Artusiego, ulica jego imienia, a także niewielkie muzeum. Od 1997 władze miasta organizują Festa Artusiana – coroczną imprezę ku czci słynnego rodaka. W czasie festiwalu jest przyznawana nagroda imienia Artusiego za „najbardziej oryginalny wkład w relacje między człowiekiem, a jedzeniem" a także Nagrodę Marietty dla najzdolniejszych gospodyń domowych.

## Dzieła
- 1891: La scienza in cucina e l'arte di mangiare bene
- 1904: Ecco il tuo libro di cucina